# بوتيكات
بوتيكات هو موقع للتجارة الإلكترونية تأسس في عام 2015 في الكويت على يد عبد الوهاب العيسى.

## تهم غسيل الأموال
في تاريخ 27 يوليو 2020، أصدر النائب العام الكويتي المُستشار ضرار العسعوسي قرارًا بالحجز على أموال 10 مشاهير مُتهمين بغسيل الأموال ومنعهم من السفر ومن بينهم عبد الوهاب العيسى، وذكرت جريدة القبس الكويتية بأن هُناك 11 بلاغًا مُقدمًا من وحدة التحريات قد قُدم ضد شركة بوتيكات الذي يملكها العيسى بجرائم غسيل الأموال.
وفي تاريخ 5 أبريل 2021، أصدر النائب العام الكويتي قرارًا بحفظ قضية «بوتيكات» ونفي شبهة جريمة غسل الأموال عنها وعن الشريك المؤسس للشركة عبد الوهاب العيسى. كما أصدر النائب العام، في ذات اليوم، قرارًا برفع الحجز التحفظي عن حسابات وممتلكات العيسى.